# Derai
Derai è un sottodistretto (upazila) del Bangladesh situato nel distretto di Sunamganj, divisione di Sylhet. Si estende su una superficie di 420,93 km² e conta una popolazione di 185.204 abitanti (dato censimento 1991).